# Louis Lewandowski
Louis Lewandowski (23. dubna, 1821 Września – 4. února, 1894 Berlín) byl německý skladatel synagogální hudby.

## Život
Louis Lewandowski se narodil ve Vřesně (polsky Września, německy Wreschen) v tehdejší pruské provincii Posen (Poznaň). Ve věku dvanácti let odešel do Berlína studovat klavír a zpěv. Zde se stal sólovým zpěvákem v synagoze. Jeho učiteli byli Karl Rungenhagen a Grell. Po absolvování s vynikajícím prospěchem a vyznamenáním byl v roce 1840 jmenován sbormistrem berlínské synagogy. V této funkci sehrál klíčovou roli ve vývoji synagogální hudby. Mezi jeho hlavní díla patří: Kol Rinna U-Tefillah pro pěvecký sbor, Todah Ve-Zimrah pro smíšený sbor, sólo a varhany; 40 žalmů, pro sólo, sbor a varhany, symfonie, kantáty, a písně. V roce 1866 obdržel titul „Královský hudební skladatel“. Krátce poté byl jmenován sbormistrem v berlínské Nové synagoze (Neue Synagoge).
Jeho kompozice „Staré hebrejské melodie“ pro sbor, sólový zpěv a varhany je považována za mistrovské dílo, vyznačují se na jednu stranu velikou jednoduchostí, avšak zároveň hlubokým náboženským prožitkem. Mnozí z jeho žáků se stali prominentními kantory. Louis Lewandowski byl také hlavním zakladatelem Institutu pro staré a chudé hudebníky. Zemřel v Berlíně v roce 1894. Je pochován, společně se svou ženou Helenou, na berlínském židovském hřbitově Weißensee. Na jejich náhrobku je napsáno: „Liebe macht das Lied unsterblich!“ (Láska dělá píseň nesmrtelnou)
Jeho dcera Martha (1860–1942) byla manželkou filozofa Hermanna Cohena. Zemřela v koncentračním táboře Terezín.